# Djazia Haddad
Djazia Haddad (ar. جازية حداد; ur. 29 stycznia 1994) – algierska judoczka.
Uczestniczka mistrzostw świata w 2013 i 2015. Startowała w Pucharze Świata w 2011, 2014 i 2015. Piąta na igrzyskach śródziemnomorskich w 2013. Mistrzyni igrzysk afrykańskich w 2015. Wicemistrzyni Afryki w 2013 i trzecia w 2015 roku.